# ちんどんどん
『ちんどんどん』は、日本テレビ系列で1975年4月11日から1975年10月10日まで「金曜劇場」（毎週金曜日21:00 - 21:55、最終2話のみ21:00 - 21:54）にて放映されたテレビドラマ。
画家の卵で、夜間高校の図工教師の岩田俊也は、チンドン屋「竹乃屋」の一家の大平家に婿入り。親方の淳八や女房に頼られるようになり、俊也はチンドン屋一家を支えていくことになる。そんな一家をめぐる人情の物語。

## キャスト
- 岩田俊也：加藤剛
- 大平淳八：伴淳三郎
- 大平幸子：（次女）：水沢アキ
- 大平清太郎（長男）：愛川欽也
- 大平洋次（次男）：石橋正次
- 大平あき子（長女）：ビーバー（川口まさみ）
- 大平冴子：春川ますみ
- 大平豊：西川和孝
- 雅枝：園佳也子 - 市原團九郎一座の座長の娘
- 松丘ルリ子：ミヤコ蝶々
- 松岡夏子：（ルリ子の娘）：竹下景子
- 南平吉（飲み屋「たぬき」主人）：由利徹
- 滝本弁次郎：佐藤蛾次郎
- 岩田久子（俊也の母）：小夜福子
- 岩田重之（俊也の父）：山形勲
- 日向：小野武彦
- 千代：近松麗江
- 谷田喜一：谷啓
- 静香（俊也の姪）：研ナオコ
- 赤木春恵
- 高校の教頭：浜田寅彦
- あけみ：黒沢洋子 - 清太郎の浮気相手
- 曾我廼家五郎八
- 梶川令子：山科ゆり - 俊也の元教え子で、幸子の同級生
- エミ子：江夏夕子 - キャバレー勤務の女
- マリ：斎藤ゆかり
- 野村昭子
- 森山のり子：泉晶子 - 実家が画廊の娘

### ゲスト
- ファイティング原田（第10話、第20話）
- おすみ：玉川スミ（第13話）
- 竹村：信欣三（第14話）- 俊也の美術学校時代の恩師
- ダーク大和（第18話）
- サンダー杉山（第19話）
- 立花：サトウ・ロクロー（第19話）- 淳八の昔のチンドン仲間
- 京子：高橋みどり（第21話）- マリの母親
- 藤田淑子（第26話）

## スタッフ
- 脚本：布勢博一、松原敏春、鶴島光重、高階有吉
- 演出：波多腰晋二、矢野義幸
- 制作：日本テレビ
- 主題歌：チェリッシュ

## 放送日程
| 話数 | 放送日        | サブタイトル              | 脚本     | 演出       |
| ---- | ------------- | ------------------------- | -------- | ---------- |
| 1    | 1975年4月11日 | 森の石松がやってきた      | 布勢博一 | 波多腰晋二 |
| 2    | 4月18日       | 親父がオヤジに泣かされた! | 布勢博一 | 波多腰晋二 |
| 3    | 4月25日       | 親の血をひく兄弟よりも    | 布勢博一 | 波多腰晋二 |
| 4    | 5月2日        | 妻の涙に虹を見た          | 松原敏春 | 矢野義幸   |
| 5    | 5月9日        | しがない親父に惚れました  | 布勢博一 | 矢野義幸   |
| 6    | 5月16日       | 男のメンツだ突走れ!       | 松原敏春 | 波多腰晋二 |
| 7    | 5月23日       | 義理か人情か故郷の空か    | 鶴島光重 | 波多腰晋二 |
| 8    | 5月30日       | いい娘ってどんな娘?       | 布勢博一 | 矢野義幸   |
| 9    | 6月6日        | 君がホントの妻だっけ!?    | 布勢博一 | 波多腰晋二 |
| 10   | 6月13日       | これが母ちゃんの道なのよ  | 鶴島光重 | 矢野義幸   |
| 11   | 6月20日       | 釧路より愛をこめて        | 布勢博一 | 矢野義幸   |
| 12   | 6月27日       | 家の中にもこりゃ雨が降る  |          | 波多腰晋二 |
| 13   | 7月4日        | 近頃父ちゃん変なのよ?     |          | 波多腰晋二 |
| 14   | 7月11日       | 仰げば尊し?               |          | 波多腰晋二 |
| 15   | 7月18日       | 泣くな娘よ明日がある!     |          | 矢野義幸   |
| 16   | 7月25日       | やめてやらあ! チンドン屋  |          | 矢野義幸   |
| 17   | 8月1日        | たぬきの目にも涙          |          | 波多腰晋二 |
| 18   | 8月8日        | 思いこんだら命がけ!?      |          | 波多腰晋二 |
| 19   | 8月15日       | ケイバ身を助けず!?        | 布勢博一 | 矢野義幸   |
| 20   | 8月22日       | これが男の生きる道!       | 布勢博一 | 矢野義幸   |
| 21   | 8月29日       | あんたあのコの何なのさ!?  |          | 波多腰晋二 |
| 22   | 9月5日        | 妻は夫をいたわらず!?      |          | 波多腰晋二 |
| 23   | 9月12日       | 恐怖のジャジャ馬娘!       | 高階有吉 |            |
| 24   | 9月19日       | さすらいのベビーギャング  | 高階有吉 |            |
| 25   | 9月26日       | 売ってはならぬ真心を      | 高階有吉 |            |
| 26   | 10月3日       | 後は頼むと義父さんが!     | 布勢博一 |            |
| 27   | 10月10日      | 雨降って地固まる          | 布勢博一 |            |

## ネット局に関する備考
- 広島県では当時フジテレビ系とのクロスネットだった広島テレビが『ゴールデン洋画劇場』を同時ネットしていた関係で、NET系列局の広島ホームテレビが『ちんどんどん』を火曜22時から4日遅れでネットしていた（そのために『TOKYO DETECTIVE 二人の事件簿』が押し出される形で遅れネットになっていた）。10月にテレビ新広島開局により広島テレビがフルネット局になったため26話と最終話の2回のみ広島テレビで同時ネットされた。
- 宮城県では当時NET系とのクロスネットだった宮城テレビが『ザ★ゴリラ7』を同時ネットしていたため『ちんどんどん』は押し出される形で土曜13時15分からの遅れネットとなっていた。10月に東日本放送開局により宮城テレビがフルネット局になったため26話と最終話の2回のみ同時ネットされた。